# Pavel Ponedeline
Pavel Ponedeline (en russe : Па́вел Понеде́лин), né le 4 mars 1893 à Parnikovo (ru) (Empire russe) et mort le 25 août 1950 à Moscou (Union soviétique), est un général soviétique.

## Biographie
Durant la seconde guerre mondiale, lors de l'opération Barbarossa, à l'été 1941, il commande la 12e armée. Durant la bataille d'Ouman, l'armée est totalement encerclée près du village ukrainien de Pidvysoke (ru). En août 1941, il est fait prisonnier par la Wehrmacht et emmené en Allemagne. Son camp est libéré le 29 avril 1945 par les forces armées des États-Unis. Le 26 mai 1945, il est renvoyé à Moscou. Le 25 août 1950, il est condamné à mort et fusillé à la prison de Lefortovo,.    